# Muzeum Kolei Mladějov na Moravě

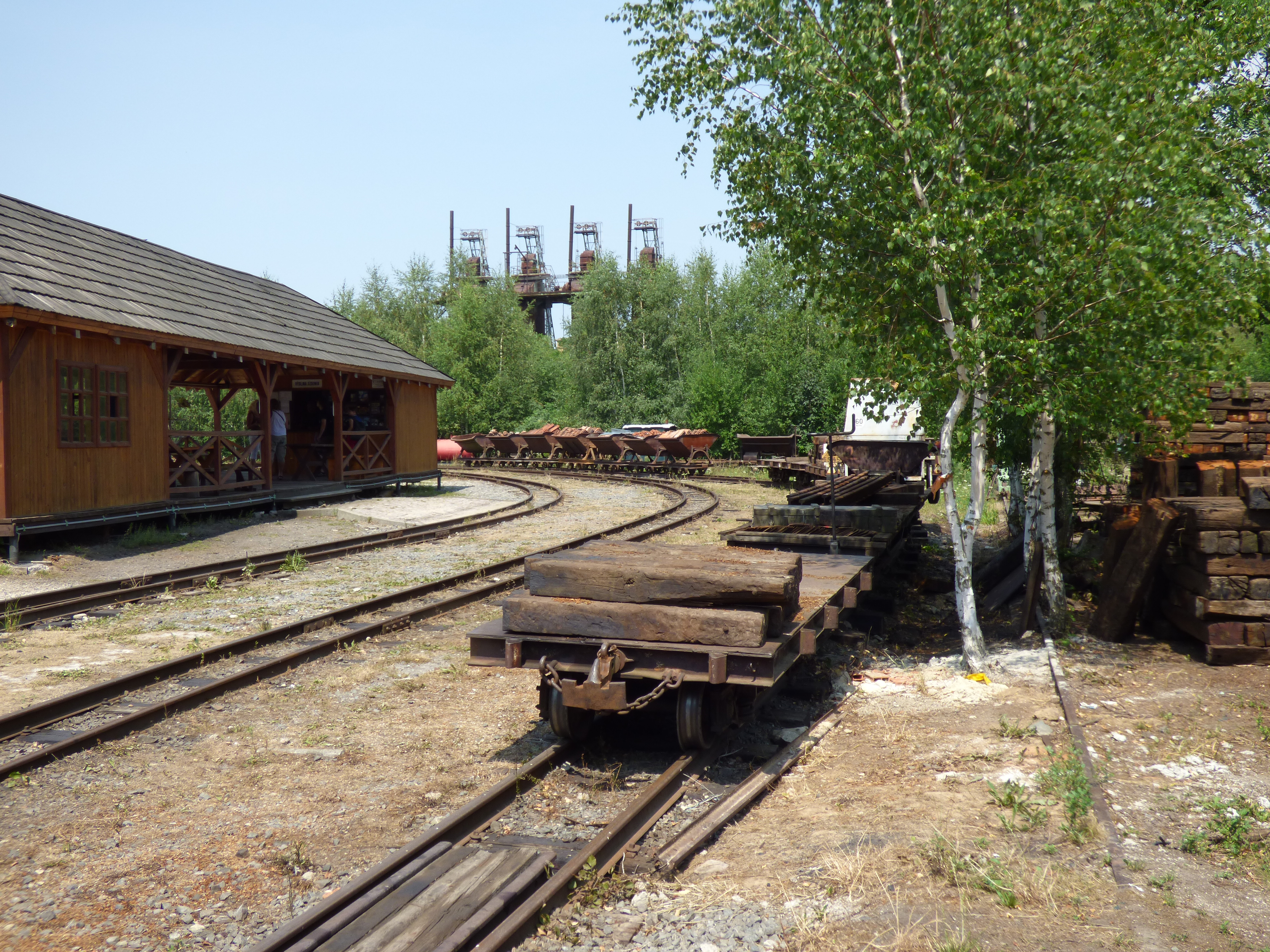
Stacja kolejowa w Mladějovie na Morawach

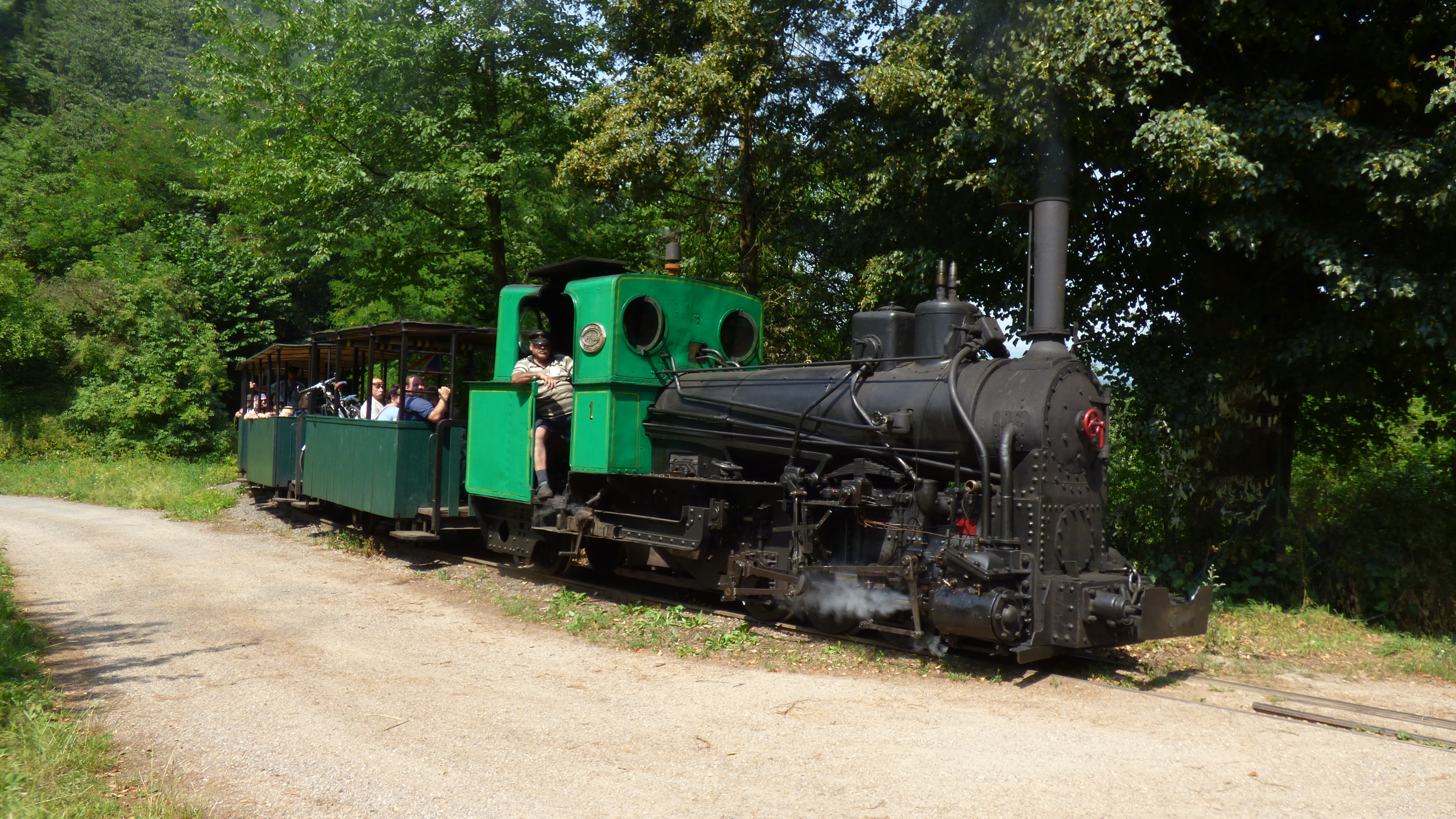
Zabytkowy parowóz z pociągiem turystycznym

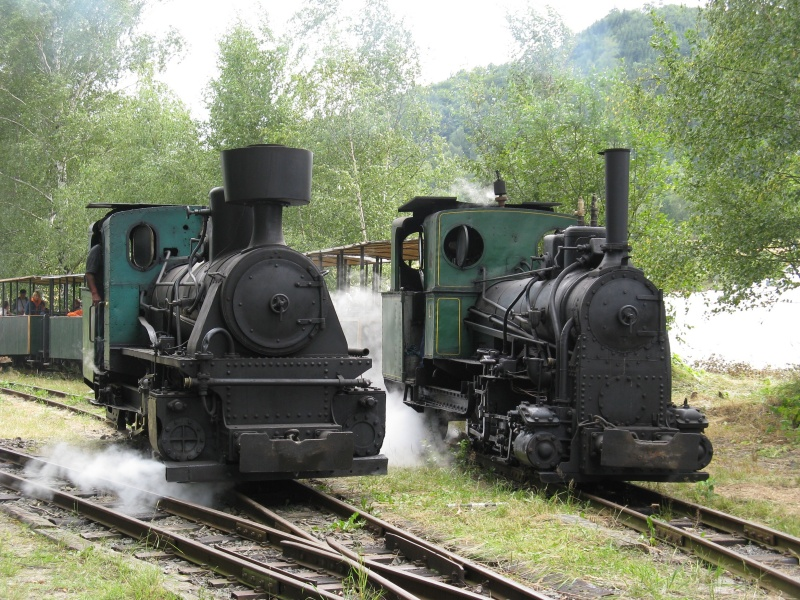
Muzeum Kolei w Mladějovie na Morawach

Muzeum kolei w Mladějovie na Morawach (Muzeum průmyslových železnic v Mladějovie na Moravě) – muzeum kolejnictwa zlokalizowane na czeskich Morawach, a związane z przemysłową koleją wąskotorową obsługującą kopalnię kaolinitu.

## Historia linii
Muzeum leży w pobliżu Morawskiej Trzebowej. W 1890 otwarto w Mladějovie na Moravě pierwsze kopalnie kaolinitu, z przeznaczeniem na wypalanie szamotu. Z uwagi na nieopłacalność transportu za pomocą wozów konnych, w 1919 (według innych źródeł 1917–1924) wybudowano linię kolei przemysłowej o rozstawie toru 600 mm. Łącznie linia miała długość 10,98 m (od 1920, po przedłużeniu do samego Mladějova). Największe nachylenie trasy to 30‰.

## Przewozy i tabor
Kolej przede wszystkim służyła przewozom kaolinitu, jednak zdarzały się też transporty węgla i drewna. Operowano według potrzeb – zwykle było to dziennie 2-4 pary pociągów. Nigdy nie było tutaj publicznych przewozów pasażerskich. Jedyny wagon osobowy służył przewozom pracowniczym przed II wojną. Po wojnie linia stopniowo się kurczyła, w miarę zamykania kolejnych dołów. Od 1965 służyła już tylko obsłudze dołu na Hřebči. Najczęstsze pociągi uruchamiane przez kopalnię miały 60 wagonów (koleb) o łącznym tonażu 200 ton.
Przez 90 lat przez mladejowską linię przewinęło się 6 parowozów z następujących wytwórni: Breitfeld&Daněk, ČKD, Orenstein&Koppel oraz Krauss Linz. W latach 60. XX w. przyszły na kolej lekkie lokomotywy spalinowe. Ciężkie rumuńskie lokomotywy (FAUR) nigdy nie zostały tu wprowadzone, mimo wstępnych planów. W 1991 kopalnia została ostatecznie zamknięta i zakończyły się też przewozy przemysłowe na tutejszej kolei wąskotorowej. Kolei zagroziła likwidacja i rozbiórka.

## O muzeum
Kolej mladejowska nie podzieliła losu większości kolei przemysłowych w Czechach, tj. demontażu. Powodem tego była długotrwała obsługa linii parowozami i malowniczy przebieg trasy, z czego kolej znana była w środowisku czeskich miłośników kolei. W ten sposób już niedługo po likwidacji kopalni na trasę wyjechał pierwszy pociąg specjalny dla turystów, mimo że o przejęcie taboru wystąpiły inne koleje, w tym zagraniczne. Linia znalazła się w kręgu zainteresowania Klubu Kolei Przemysłowych (Klub průmyslových železnic) z pobliskiego Brna, który objął ochroną tabor i linię kolei, a także, z czasem, zaczął na niej gromadzić tabor pozyskany z innych likwidowanych kolei w Czechach. Od 1 kwietnia 1994 kolej stała się Muzeum Kolei Przemysłowych (Muzeum průmyslových železnic).

## Ekspozycja
Muzeum obejmuje wygrodzony teren dawnego zakładu kaolinitowego w Mladějovie na Moravě. Zwiedzać można zarówno teren zakładu, budynki dawnej lokomotywowni i obiekty towarzyszące, jak i zgromadzony tabor oraz mniejsze eksponaty. Wyeksponowane lokomotywy, to przede wszystkim pojazdy związane z przemysłem – górnicze, z kamieniołomów, cegielni i tartaków. Eksploatowana jest też część dawnej linii do mijanki Veksl lub przystanku Nová Ves u Kunčiny, obsługiwana turystycznymi pociągami, prowadzonymi lokomotywami muzealnymi.